# Parrilla de Jerez
Parrilla de Jerez (eigennaam: Manuel Fernández Molina) (Jerez de la Frontera, Cádiz, 1945 – 2009) was een Spaanse flamencogitarist en componist.

## Biografie
Manuel Fernandéz Molina, (21 september 1945) afkomstig van de in Jerez de la Frontera belangrijke gitano (zigeuner) dynastie Los Parilla, zette zijn eerste schreden als gitarist onder begeleiding van zijn vader - Manuel Fernández Moreno, Tío Parrilla – en Rafael del Águila. Twaalf jaar oud bezocht hij de flamenco toque school van Jerez.
Een jaar later startte zijn professionele carrière met een eerste optreden op de Fería de Sevilla (1959). Aanvankelijk begeleidde hij zijn zuster, de flamencodanseres Ana Parrilla. Later werden dit de maestros del cante de Jerez Tío Borrico, Terremoto en El Sordera.
Na te hebben gewerkt in diverse tablaos in Cádiz en Madrid, kwam hij bij El Duende, het Madrileense tablao van Pastora Imperio en Gitanillo de Triana, waar hij speelde voor Terremoto, Sernita en La Perla de Cádiz. Weer later trad hij op met artiesten als Lola Flores en La Paquera. La Paquera bleef hij dertig jaar lang begeleiden.
Andere zangers die hij zowel live als op plaat begeleidde zijn onder andere Curro Malena, Enrique Morente, Manuel Agujetas, Antonio Mairena, El Chocolate, Calixto Sánchez, Naranjito de Triana, Luis de Córdoba, Pansequito en La Macanita.
El Parrilla leed de laatste jaren aan een longziekte, waar hij uiteindelijk op 6 juni 2009, 63 jaar oud, aan overleed.
Zoon Juan trad in de voetsporen van vader en is ook professioneel flamencogitarist; zijn dochter Ana danst flamenco.

### Kenmerken
Parrilla de Jérez was bekend om zijn buitengewone vaardigheid in de compás (ritme) welke zwaar leunt op zijn krachtige ‘duimwerk’. Zijn melodieuze falsetas zijn bijzonder om het vaak eigenzinnige karakter van de techniek en toonvorming waar hij een patent op heeft. De por bulerías de Parrilla (bulerías van Parrilla) zijn bij een breder publiek bekend.
Tijdens zijn optredens was hij een van de weinige gitaristen die zich nog op de ‘ouderwetse manier’ presenteerde: rechtovereind staand, één voet op een stoel, naast de zangeres La Paquera, een van "de" plaatjes uit de flamenco.

### Parrilla Solo
Als soloartiest nam hij vier platen op, waaronder Nostalgia (VDE-Gallo, 1999) en Jondura (Midwest Records, 1996)
Een van de projecten waar hij zich aan wijdde was de revival van Jerez’ Kerst folklore (navideño jerezano). Ook componeerde hij de processiemars Virgen de la Piedad. Door de Cáthedra de Flamencología de Jerez werd hij geëerd met de Nationale Gitaarprijs (1973).

## Parrilla de Jerez op YouTube
- La Paquera & Parrilla de Jerez - fandango
- La Paquera y Parrilla de Jerez-Bulerias
- Cultura-flamenca: Parrilla de Jerez